# Wattay International Airport
Wattay International Airport är en flygplats i Laos. Flygplatsen ligger cirka 5 km från huvudstaden Vientiane.